# Триптих о Српској
Триптих о Српској је српски документарни филм који је направљен поводом 20. година од оснивања Републике Српске. Снимила га је Радио-телевизија Републике Српске. Први пут је приказан 8. јанаура 2012. уочи прославе Дана Републике Српске (9. јануар). Аутор филм је новинарка Мира Лолић-Мочевић. Његово снимање је помогла Радио-телевизија Србије тако што је уступила дио тражених архивских материјала.

## Радња
Филм прати распад Југославије и оснивање Републике Српске. Садржи велики број архивских снимака. У њему се појављују значајне личности са краја 20. вијека. Између осталих, у њему се појављује историчар Милорад Екмечић, политичарка Биљана Плавшић, политичар Војо Купрешанин, политичар и политиколог Радомир Нешковић, први министар спољашњих послова Републике Српске Алекса Буха, правник Снежана Савић, историчар Јелена Гускова, генерал Манојло Миловановић, генерал Славко Лисица, политичар Славко Тошовић, професор Дарко Ђого, академик Марко Вуковић, историчар Драго Мастиловић, Драган Гламочанин, свештеник Војо Чаркић, антрополог Зоран Станковић, генерал Момир Зец, пуковник Новица Гушић, Лазар Благојевић, политичар Рајко Касагић, политичар Небојша Радмановић, публициста Александар Шукало, каратиста Мирољуб Кременовић, спортиста Бранко Лазаревић, Галина Марјановић, оперска пјевачица Снежана Савић-Секулић, Драган Давидовић, правник Витомир Поповић, политичар Игор Радојчић, књижевник Рако Петров Ного, политичар Никола Поплашен, политичар Мирко Шаровић, политичар Драган Чавић, академик Рајко Кузмановић, председник Милорад Додик, режисер Душан Тузланчић, сликар Бранко Никитовић, професор Миланка Бабић, глумац Љубо Божовић, вајар Драго Хандановић, Кристина Ивановић и друге личности јавног живота Републике Српске.